# Мемориальный музей Толсона
Мемориальный музей Толсона — музей в Хаддерсфилде, Западный Йоркшир, известный своими коллекциями естествознания. Музей был подарен городу Ли Толсоном в память о двух его племянниках, погибших в Первой мировой войне.
Важные коллекции в музее включают коллекции миколога Генри Томаса Соппитта.